# Мішура Валерій Дмитрович
Мішура Валерій Дмитрович(5 січня 1941, місто Помічна, Кіровоградської області) — український політик, ВР України, заст. гол. Ком-ту з питань свободи слова та інформації, чл. фракції КПУ (з 05.1998); чл. ЦК КПУ; гол. ред. газети «Комуніст» (з 10.1997).

## Біографія
Осв. Кіровогр. пед. ін-т (1970), вчит. рос. мови і літ.; Акад. сусп. наук при ЦК КПРС (1983, м. Москва), політолог.
З 1959 — учит., Помічнянська 8-річна школа. 1960—1964 — служба на Чорноморському флоті. З 1964 — ст. піонервожатий, Помічнянська СШ N 2; студ., Кіровогр. пед. ін-т. 1970—1974 — на комсомольській роботі. 1974-81 — заст. гол. правління Кіровогр. обл. орг. т-ва «Знання». Навчався в академії суспільних наук при ЦК КПРС. З 1983 — на парт. роботі: секретар Кіровоградського міського комітету КПУ. У листопаді 1990 — серпні 1991 — 1-й секретар Кіровоградського міського комітету КПУ.
10.1991-1994 — інстр., Ленінський райвиконком м. Кіровограда; пом. гол., Ленінська райрада нар. деп. м. Кіровограда. З 07.1993 — 1-й секр., Кіровогр. МК КПУ.
Народний депутат України 3 склик. з 03.1998 від КПУ, № 36 в списку. На час виборів: народний депутат України, член Комуністичної партії України. 1-й заступник гол. Комітету з питань свободи слова та інформації (07.1998-02.2000).
Народний депутат України 2 склик. з 04.1994 (2-й тур) до 04.1998, Центр. виб. окр. N 225, Кіровогр. обл., висун. КПУ. Секр. Комітету законодавчого забезпечення свободи слова та засобів масової інформації. Чл. фракції комуністів. На час виборів: пом. гол. Ленінської райради нар. деп. м. Кіровограда.; чл. КПУ. 1-й тур: з'яв. 65.6 %, за 19.19 %. 2-й тур: з'яв. 58.7 %, за 50.36 %. 15 суперн. (осн. — Ревенко А. Д., н. 1952, чл. НРУ; Київ. ун-т ім. Т.Шевченка ім. Т. Шевченка, докторант; 1-й тур — 12.88 %, 2-й тур — 42.94 %).
Очолював ТСК по доопрацюванню проекту Закону України про вибори народних депутатів України (1996).
З квітня 2002 по березень 2005 — Народний депутат України 4-го скликання, обраний за списками Комуністичної партії України
Дружина — учит. укр. мови і літ.; має 2 дітей.